# Филипова (присілок)
Филипова (рос. Филиппова) — присілок в Октябрському районі Курської області Російської Федерації.
Населення становить 38 осіб. Входить до складу муніципального утворення Филипівська сільрада.

## Історія
Населений пункт розташований на території українського етнічного та культурного краю Східна Слобожанщина.
Від 2004 року входить до складу муніципального утворення Филипівська сільрада.

## Населення
| 2002 | 2010 |
| ---- | ---- |
| 66   | ↘38  |